# باربرا س جونز
باربرا س جونز (بالإنجليزية: Barbara S. Jones)‏ (و. 1947 – م)هي محامية، وقاضية من الولايات المتحدة الأمريكية .

## التعليم
تعلمت في جامعة تمبل.